# Xenofrea exotica
Xenofrea exotica är en skalbaggsart som beskrevs av Maria Helena M. Galileo och Martins 1999. Xenofrea exotica ingår i släktet Xenofrea och familjen långhorningar. Inga underarter finns listade i Catalogue of Life.